# Juan Carlos Hurtado Miller
Pour les articles homonymes, voir Hurtado.
Juan Carlos Hurtado Miller, né le 16 novembre 1940 à Lima, est un homme d'État péruvien. Il est président du Conseil des ministres du 28 juillet 1990 au 15 février 1991. Il est membre du parti Cambio 90.

## Biographie
Peu après sa nomination comme président du Conseil des ministres, il présente en aout 1990 un programme économique très dur, en particulier pour les classes populaires, destiné à enrayer une hyperinflation de 2 000 % par an. Celui-ci s'aligne sur les recommandations du FMI. Des affrontements entre forces de l'ordre et manifestants éclatent dans les quartiers pauvres de la capitale et les principales villes de province contre les hausses considérables de prix.